# Palaemnema paulicoba
Palaemnema paulicoba – gatunek ważki z rodziny Platystictidae. Występuje na terenie Ameryki Środkowej.